# Грей, Феликс Гэри
Фе́ликс Гэ́ри Гре́й (англ. Felix Gary Gray) (род. 17 июля 1969, Нью-Йорк, США) — американский кинорежиссёр, клипмейкер, актёр и кинопродюсер.

## Биография
Грей родился в Нью-Йорке, племянник актёра Фила Льюиса. Воспитывался в Южном Лос-Анджелесе и в Хайленд-Парке (Иллинойс). Грей снял более 30-ти музыкальных клипов для таких артистов как Ice Cube, Куин Латифа, TLC, Dr. Dre, Jay-Z и Мэри Джейн Блайдж, и получил несколько наград за эти работы. Он бросил колледж в северной Калифорнии, чтобы снимать фильмы.

## Карьера
Первый фильм — «Пятница» (1995д. Главную роль сыграл Айс Кьюб — рэп-продюсер и друг Грея. Следующими работами режиссёра стали фильм про ограбление банка «Вызов» (1996) и «Переговорщик» (1998), бюджет которого в $50 млн стал самым большим бюджетом, доверенным афроамериканскому режиссёру.
В фильме «Ограбление по-итальянски» (2003) сыграл звездный состав актёров, включая обладательницу «Оскара» Шарлиз Терон, Эдварда Нортона и Марка Уолберга. Фильм собрал более $100 млн только в США, а Грей получил награду как лучший режиссёр на «American Black Film Festival» в 2004 году.
В том же году Грей снял боевик/драму «Одиночка», где главную роль сыграл Вин Дизель. В 2005 году вышла криминальная комедия Грея «Будь круче!». Фильм «Законопослушный гражданин», с обладателем «Оскара» Джейми Фоксом и Джерардом Батлером в главных ролях вышел 16 октября 2009 года.

## Творчество

### Фильмы
| Год  |   | Русское название          | Оригинальное название      | Примечание                                                                                  |
| ---- | - | ------------------------- | -------------------------- | ------------------------------------------------------------------------------------------- |
| 1995 | ф | Пятница                   | Friday                     | режиссёр, актёр (мужчина в магазине)                                                        |
| 1996 | ф | Вызов                     | Set It Off                 | режиссёр, исполнительный продюсер, актёр (мужчина за рулём автомобиля) (в титрах не указан) |
| 1998 | ф | Переговорщик              | The Negotiator             | режиссёр                                                                                    |
| 2003 | ф | Одиночка                  | A Man Apart                | режиссёр, исполнительный продюсер                                                           |
| 2003 | ф | Ограбление по-итальянски  | The Italian Job            | режиссёр                                                                                    |
| 2005 | ф | Будь круче!               | Be Cool                    | режиссёр, исполнительный продюсер                                                           |
| 2009 | ф | Законопослушный гражданин | Law Abiding Citizen        | режиссёр, актёр (детектив) (в титрах не указан)                                             |
| 2015 | ф | Голос улиц                | Straight Outta Compton     | режиссёр, исполнительный продюсер, актёр (Грег Мэк)                                         |
| 2015 | ф | Море деревьев             | Sea of Trees               | исполнительный продюсер                                                                     |
| 2017 | ф | Форсаж 8                  | The Fate of the Furious    | режиссёр                                                                                    |
| 2019 | ф | Люди в чёрном: Интернэшнл | Men in Black International | режиссёр                                                                                    |
| 2024 | ф | Лифт                      | Lift                       | режиссёр                                                                                    |

### Музыкальные клипы
- «It Was a Good Day» — Ice Cube (1992)
- «Natural Born Killaz» — Dr. Dre и Ice Cube (1994)
- «Southernplayalisticadillacmuzik» — OutKast (1994)
- «Black Hand Side» — Queen Latifah (1994)
- «Keep Their Heads Ringin» — Dr. Dre (1995)
- «Waterfalls» — TLC (1995)
- «Diggin' On You» — TLC (1995)
- «If I Could Turn Back the Hands of Time» — R. Kelly (1999)
- «Ms. Jackson» — OutKast (2000)
- «How Come, How Long» — Kenneth «Babyface» Edmonds (2001)
- «I Ain’t Goin' Out Like That» — Cypress Hill (2001)
- «When The Ship Goes Down» — Cypress Hill (2001)
- «Bang Bang Boom» — Drag-On (2004)
- «Show Me What You Got» — Jay-Z (2006)

## Награды
- Acapulco Black Film Festival (позже American Black Film Festival)
  - 2004 — Лучший режиссёр («Ограбление по-итальянски»)
  - 1999 — Лучший режиссёр («Переговорщик»)
  - 1997 — Лучший режиссёр («Вызов»)
- Black Reel Awards
  - 2004 — Лучший режиссёр («Ограбление по-итальянски»)
- Festival du Film Policier de Cognac
  - 1997 — Специальный приз жюри («Вызов»)
- MTV Video Music Awards
  - 1995 — Видео года («Waterfalls» — TLC)